# Frank Sänger
Frank Sänger (* 22. Juli 1941 in Halle (Saale)) ist ein deutscher Politiker (CDU).
Sänger trat 1964 der DDR-Blockpartei CDU bei und war seit jenem Jahr bis 1990 Stadtverordneter in Halle (Saale).
Seit 1990 sitzt Sänger im Rat der Stadt Halle (Saale). Von 2002 bis 2006 saß er zudem als direkt gewählter Abgeordneter im Landtagswahlkreis Halle I im Landtag von Sachsen-Anhalt.
Sänger ist Präsident des VfL Halle 1896.